# إنتاج الشاي في كينيا
الشاي هو محصول نقدي رئيسي يزرع في كينيا. وكان الشاي الكيني أكبر مصدر للنقد الأجنبي في البلاد. معظم الشاي المنتج في كينيا هو الشاي الأسود، مع الشاي الأخضر والشاي الأصفر والشاي الأبيض الذي يتم إنتاجه حسب الطلب من قبل منتجي الشاي الرئيسيين.

## التاريخ

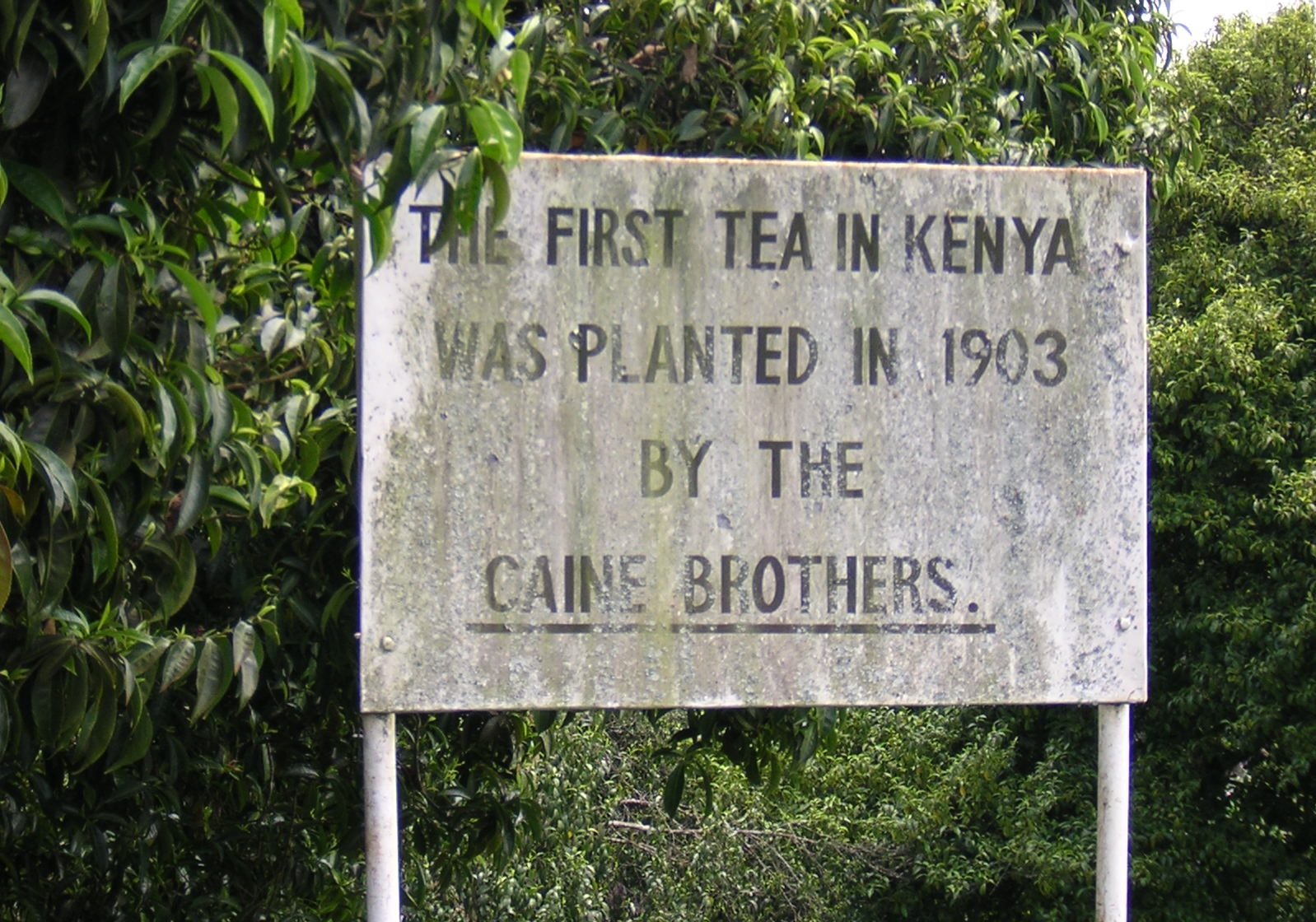
لافتة عن الشاي في كينيا

تم إدخال الشاي لأول مرة في كينيا في عام 1903 بواسطة جي دبليو إل وتم زراعته في مايسمى في الوقت الحاضر بـ ليومرو. بدأ تسويق الشاي في عام 1924 من قبل مالكولم فيرز بيل، الذي أرسلته شركة بروك بوندز لبدء أول الملكيات التجارية. منذ ذلك الحين أصبحت الدولة منتجا رئيسيا للشاي الأسود. حاليا كينيا في المرتبة الثانية بعد الصين في صادرات الشاي. يعد الشاي الكيني أيضًا أحد كبار مدخلي العملات الأجنبية للبلاد، إلى جانب السياحة والبستنة والبنالكيني.
تقع مهمة إدارة صغار المنتجين على عاتق وكالة تطوير الشاي الكينية (KTDA). يوجد حاليا 66 مصنع شاي تابع للوكالة ويخدم أكثر من 500،000 مزارع صغير يزرعون أكثر من 100،000 هكتار. من بين جميع الشاي المنتج في كينيا، ينتج أعضاء الوكالة أكثر من 60 ٪ بينما يتم إنتاج الباقي من قبل المنتجين الكبار.

## زراعة
تتمتع مناطق زراعة الشاي في كينيا بمناخ مثالي، وتربة استوائية حمراء بركانية وأمطار موزعة جيدًا تتراوح بين 1200 مم إلى 1400 مم سنويًا، الأيام المشمسة الطويلة هي بعض السمات المناخية لمناطق زراعة الشاي. واحدة من أكبر مزارع الشاي في كينيا والتي تعد من أكبر المزارع في إفريقيا وهي مزرعة شاي كيرتشو. يُزرع الشاي هناك منذ عام 1924. يُزرع الشاي في مساحة تزيد على 157،720 هكتارًا، مع إنتاج حوالي 345،817 طنًا متريًا من الشاي. يتم تصدير أكثر من 325.533 طنًا متريًا. هناك أكثر من 49 نوعًا من الشاي تم تطويره حتى الآن من قبل مؤسسة أبحاث الشاي في كينيا(TRFK). لا يتم استخدام أي مواد كيميائية. تضاف الأسمدة بانتظام لتجديد مغذيات التربة.

## المعالجة
تتم معالجة الكثير من الشاي المزروع في كينيا باستخدام طريقة التكسير والتمزق والتجعيد، مما يجعله مناسبا للاستخدام في الخلطات الشائعة في معظم أسواق الشاي الأسود، بما في ذلك الهند وبريطانيا وأمريكا الشمالية. شاي سي تي سي له طعم متجانس ونكهة «شاي» قوية وجريئة وهو أساس معظم خلطات الشاي الهندي وكذلك جزء كبير من شاي الفطور.